# Tom Walsh (Squashspieler)
Tom Walsh (* 27. April 1999 in Hemel Hempstead) ist ein englischer Squashspieler.

## Karriere
Tom Walsh sicherte sich bereits bei den Junioren in verschiedenen Altersklassen den Titel bei den englischen bzw. britischen Meisterschaften und wurde mit der englischen Juniorennationalmannschaft 2018 Europameister. Er begann seine professionelle Karriere im Jahr 2018 und gewann bislang drei Turniere auf der PSA World Tour. Der erste Titelgewinn gelang ihm in der Saison 2021/22 im November 2021 in Exeter. Im Saisonverlauf folgte im Februar 2022 in Boynton Beach der zweite Turniersieg. In der Saison 2023/24 gewann Walsh in Columbia seinen dritten Titel auf der Tour. Darüber hinaus gelang es ihm in dieser Saison, sich erstmals für das Hauptfeld der Weltmeisterschaft zu qualifizieren. Er schied in der ersten Runde gegen Iker Pajares aus. Seine höchste Platzierung in der Weltrangliste erreichte er mit Rang 60 am 24. Februar 2025.
2024 wurde Walsh für die Europameisterschaften erstmals in den Kader der englischen Nationalmannschaft berufen. Der Mannschaft gelang mit einem Finalsieg gegen Frankreich der Titelgewinn, Walsh verlor dabei seine Partie gegen Grégoire Marche. Ein Jahr darauf folgte der erneute Titelgewinn bei den Europameisterschaften.

## Erfolge
- Europameister mit der Mannschaft: 2024, 2025
- Gewonnene PSA-Titel: 3